# Élections aux conseils d'arrondissement de 1937 dans la Somme
Les élections aux conseils d'arrondissement de 1937 ont eu lieu le 10 et le 17 octobre 1937. 

## Résultats à l'échelle du département
| Parti    | Parti                                            | Premier tour | Premier tour | Second tour | Second tour | Sièges |
| Parti    | Parti                                            | Voix         | %            | Voix        | %           | Sièges |
| -------- | ------------------------------------------------ | ------------ | ------------ | ----------- | ----------- | ------ |
|          | Parti républicain, radical et radical-socialiste | 14 869       | 27,25        | 12 788      | 33,21       | 10     |
|          | Section française de l'Internationale ouvrière   | 11 974       | 21,95        | 5 492       | 14,26       | 2      |
|          | Parti communiste (SFIC)                          | 9 837        | 18,03        | 5 944       | 15,43       | 2      |
|          | Fédération républicaine                          | 4 781        | 8,76         | 3 285       | 8,53        | 2      |
|          | Alliance démocratique                            | 4 099        | 7,51         | 2 679       | 6,96        | 5      |
|          | Radicaux indépendants                            | 3 522        | 6,46         | 2 846       | 7,39        | 3      |
|          | Parti social français                            | 2 795        | 5,12         | 2 038       | 2,97        | 1      |
|          | Union socialiste républicaine                    | 1 719        | 3,15         | 2 576       | 6,69        | 1      |
|          | Parti agraire et paysan français                 | 952          | 1,74         | 863         | 2,24        |        |
|          |                                                  |              |              |             |             |        |
| Exprimés | Exprimés                                         | 54 558       |              | 38 511      |             |        |

### Présidents de conseils d'arrondissement élus
| Arrondissement | Président sortant       | Parti | Parti | Président élu           | Parti | Parti |
| -------------- | ----------------------- | ----- | ----- | ----------------------- | ----- | ----- |
| Amiens         | Paul-Émile Goudard      |       | PRRRS | Paul-Émile Goudard      |       | PRRRS |
| Abbeville      | Eugène Leroy*           |       | PRRRS | André Lerebours         |       | PRRRS |
| Montdidier     | Sainte-Marie Carpentier |       | PRRRS | Sainte-Marie Carpentier |       | PRRRS |
| Péronne        | Gaston Jules            |       | PRRRS | Gaston Jules            |       | PRRRS |

### Évolution
| Partis              | Partis                                          | Conseillers sortants | Conseillers élus | Évolution     |
| ------------------- | ----------------------------------------------- | -------------------- | ---------------- | ------------- |
|                     | Parti républicain radical et radical-socialiste | 11                   | 10               | 1             |
|                     | Union socialiste républicaine                   | 1                    | 1                | en stagnation |
| Total Centre-gauche | Total Centre-gauche                             | 12                   | 11               | 1             |
|                     | Alliance démocratique                           | 8                    | 5                | 3             |
|                     | Radicaux indépendants                           | 4                    | 3                | 1             |
| Total Centre-droit  | Total Centre-droit                              | 12                   | 8                | 4             |
|                     | Parti communiste (SFIC)                         | 0                    | 2                | 2             |
|                     | Section française de l'Internationale ouvrière  | 0                    | 2                | 2             |
| Total Gauche        | Total Gauche                                    | 0                    | 4                | 4             |
|                     | Fédération républicaine                         | 2                    | 2                | en stagnation |
|                     | Parti social français                           | 0                    | 1                | 1             |
| Total Droite        | Total Droite                                    | 2                    | 3                | 1             |

## Arrondissement d'Amiens
| 2 | Amiens-Nord-Est    | Georges Ruin        | USR   | Honeste Lagny       | PC-SFIC |  |  |
| 2 | Amiens-Sud-Ouest   | Charles Hotte       | PRRRS | Charles Hotte       | PRRRS   |  |  |
| 2 | Bernaville         | Fernand Allart      | AD    | Fernand Allart      | AD      |  |  |
| 2 | Bernaville         | Nestor Lecocq*      | RI    | Georges Dubreuil    | AD      |  |  |
| 2 | Boves              | Charles Pollet      | RI    | Raoul Foulon        | PC-SFIC |  |  |
| 2 | Doullens           | Alfred Delannoy     | RI    | Alfred Delannoy     | RI      |  |  |
| 2 | Doullens           | Lucien Dufrancatel  | AD    | Lucien Dufrancatel  | AD      |  |  |
| 2 | Doullens           | Kléber Mopty        | PRRRS | Louis Gorillot      | RI      |  |  |
| 2 | Oisemont           | Louis Quevauvillers | AD    | Louis Quevauvillers | AD      |  |  |
| 2 | Picquingy          | Paul-Émile Goudard  | PRRRS | Paul-Émile Goudard  | PRRRS   |  |  |
| 2 | Poix-de-Picardie   | Henri Rameau        | AD    | Henri Rameau        | AD      |  |  |
| 2 | Villers-Bocage     | Marcel Ducros*      | AD    | Richard Vilbert     | USR     |  |  |
|   |                    |                     |       |                     |         |  |  |
| 1 | Acheux-en-Amiénois | Charles Corbier     | PRRRS | Charles Corbier     | PRRRS   |  |  |
| 1 | Acheux-en-Amiénois | Louis Dhiers        | FR    | Louis Dhiers        | FR      |  |  |
| 1 | Amiens-Nord-Ouest  | Jules Durand        | RI    | Jules Durand        | RI      |  |  |
| 1 | Amiens-Sud-Est     | Édile Pépin         | PRRRS | Édile Pépin         | PRRRS   |  |  |
| 1 | Conty              | Clémentin Louchet   | RI    | Clémentin Louchet   | RI      |  |  |
| 1 | Corbie             | Auguste Thierce     | RI    | Auguste Thierce     | RI      |  |  |
| 1 | Domart-en-Ponthieu | Gérard de Berny     | AD    | Gérard de Berny     | AD      |  |  |
| 1 | Domart-en-Ponthieu | Léon Lerre          | RI    | Léon Lerre          | RI      |  |  |
| 1 | Hornoy-le-Bourg    | Raphaël Duval       | RI    | Raphaël Duval       | RI      |  |  |
| 1 | Molliens-Vidame    | Léandre Dupuis      | AD    | Léandre Dupuis      | AD      |  |  |

*Conseillers d'arrondissement sortants ne se représentant pas

### Canton d'Amiens-Nord-Est
| Candidats      | Candidats       | Étiquette      | Premier tour | Premier tour | Deuxième tour | Deuxième tour |
| Candidats      | Candidats       | Étiquette      | Voix         | %            | Voix          | %             |
| -------------- | --------------- | -------------- | ------------ | ------------ | ------------- | ------------- |
|                | Honeste Lagny   | PC-SFIC        | 1 645        | 39,55        | 2 462         | 59,24         |
|                | Georges Ruin*   | USR            | 1 226        | 29,48        | 1 695         | 40,76         |
|                | M. Delattre     | PSF            | 669          | 16,09        |               |               |
|                | Albert Guirault | SFIO           | 619          | 14,88        |               |               |
|                |                 |                |              |              |               |               |
| Inscrits       | Inscrits        | Inscrits       | 5 257        | 100,00       | 5 252         | 100,00        |
| Abstentions    | Abstentions     | Abstentions    | 985          | 18,74        | 977           | 18,60         |
| Votants        | Votants         | Votants        | 4 272        | 81,26        | 4 275         | 81,40         |
| Blancs et nuls | Blancs et nuls  | Blancs et nuls | 113          | 2,65         | 116           | 2,71          |
| Exprimés       | Exprimés        | Exprimés       | 4 159        | 97,35        | 4 159         | 97,29         |

*sortant

### Canton d'Amiens-Sud-Ouest
|                | Charles Hotte* | PRRRS          | 3 767 | 57,49  |  |  |
|                | Louis Burkel   | PC-SFIC        | 1 586 | 24,20  |  |  |
|                | M. Fiquet      | SFIO           | 1 198 | 18,28  |  |  |
|                |                |                |       |        |  |  |
| Inscrits       | Inscrits       | Inscrits       | 8 447 | 100,00 |  |  |
| Abstentions    | Abstentions    | Abstentions    | 1 771 | 20,97  |  |  |
| Votants        | Votants        | Votants        | 6 676 | 79,03  |  |  |
| Blancs et nuls | Blancs et nuls | Blancs et nuls | 123   | 1,84   |  |  |
| Exprimés       | Exprimés       | Exprimés       | 6 553 | 98,16  |  |  |

*sortant

### Canton de Bernaville
|             | Fernand Allart*  | AD          | 1 060 | 61,52  |  |  |
|             | Georges Dubreuil | AD          | 1 032 | 59,90  |  |  |
|             | Albert Dubois    | PRRRS       | 476   | 27,63  |  |  |
|             | M. Chivot        | PC-SFIC     | 275   | 15,96  |  |  |
|             | M. Wagon         | PC-SFIC     | 253   | 14,68  |  |  |
|             | M. Dufetel       | FR          | 2     | 0,12   |  |  |
|             |                  |             |       |        |  |  |
| Inscrits    | Inscrits         | Inscrits    | 1 975 | 100,00 |  |  |
| Abstentions | Abstentions      | Abstentions | 252   | 12,76  |  |  |
| Votants     | Votants          | Votants     | 1 723 | 87,24  |  |  |

*sortant

### Canton de Boves
| Candidats      | Candidats       | Étiquette      | Premier tour | Premier tour | Deuxième tour | Deuxième tour |
| Candidats      | Candidats       | Étiquette      | Voix         | %            | Voix          | %             |
| -------------- | --------------- | -------------- | ------------ | ------------ | ------------- | ------------- |
|                | Charles Pollet* | RI             | 1 064        | 42,99        | 1 192         | 47,91         |
|                | Raoul Foulon    | PC-SFIC        | 815          | 32,93        | 1 296         | 52,09         |
|                | M. Lapostolle   | SFIO           | 596          | 24,08        |               |               |
|                |                 |                |              |              |               |               |
| Inscrits       | Inscrits        | Inscrits       | 2 941        | 100,00       | 2 941         | 100,00        |
| Abstentions    | Abstentions     | Abstentions    | 432          | 14,69        | 441           | 14,99         |
| Votants        | Votants         | Votants        | 2 509        | 85,31        | 2 500         | 85,01         |
| Blancs et nuls | Blancs et nuls  | Blancs et nuls | 34           | 1,36         | 12            | 0,48          |
| Exprimés       | Exprimés        | Exprimés       | 2 475        | 98,64        | 2 488         | 99,52         |

*sortant

### Canton de Doullens
| Candidats   | Candidats           | Étiquette   | Premier tour | Premier tour | Deuxième tour | Deuxième tour |
| Candidats   | Candidats           | Étiquette   | Voix         | %            | Voix          | %             |
| ----------- | ------------------- | ----------- | ------------ | ------------ | ------------- | ------------- |
|             | Alfred Delannoy*    | RI          | 1 365        | 42,75        | 1 672         | 51,51         |
|             | Lucien Dufrancatel* | AD          | 1 342        | 42,03        | 1 647         | 50,74         |
|             | Louis Gorillot      | RI          | 1 299        | 40,68        | 1 635         | 50,37         |
|             | Abdon Salengros     | SFIO        | 833          | 26,09        | 1 545         | 47,60         |
|             | Kléber Mopty*       | PRRRS       | 743          | 23,27        | 1 519         | 46,80         |
|             | M. Descamps         | SFIO        | 734          | 22,99        | 1 470         | 45,28         |
|             | M. Phillipon        | SFIO        | 717          | 22,46        |               |               |
|             | Dr Vérité           | PRRRS       | 660          | 20,67        |               |               |
|             | M. Deliencourt      | PRRRS       | 591          | 18,51        |               |               |
|             | M. Cornet           | PC-SFIC     | 343          | 10,74        |               |               |
|             | M. Harasse          | PC-SFIC     | 309          | 9,68         |               |               |
|             | M. Petiton          | PC-SFIC     | 307          | 9,61         |               |               |
|             |                     |             |              |              |               |               |
| Inscrits    | Inscrits            | Inscrits    | 3 776        | 100,00       | 3 773         | 100,00        |
| Abstentions | Abstentions         | Abstentions | 583          | 15,44        | 527           | 13,97         |
| Votants     | Votants             | Votants     | 3 193        | 84,56        | 3 246         | 86,03         |

*sortant

### Canton d'Oisemont
| Candidats      | Candidats            | Étiquette      | Premier tour | Premier tour | Deuxième tour | Deuxième tour |
| Candidats      | Candidats            | Étiquette      | Voix         | %            | Voix          | %             |
| -------------- | -------------------- | -------------- | ------------ | ------------ | ------------- | ------------- |
|                | Louis Quevauvillers* | AD             | 701          | 41,68        | 1 032         | 60,35         |
|                | M. Glaset            | PC-SFIC        | 299          | 17,78        | 678           | 39,65         |
|                | M. Niquet            | SFIO           | 262          | 15,58        |               |               |
|                | M. Charpentier       | PRRRS          | 251          | 14,92        |               |               |
|                | M. de Boffles        | PAPF           | 169          | 10,05        |               |               |
|                |                      |                |              |              |               |               |
| Inscrits       | Inscrits             | Inscrits       | 2 081        | 100,00       | 2 039         | 100,00        |
| Abstentions    | Abstentions          | Abstentions    | 398          | 19,13        | 323           | 15,84         |
| Votants        | Votants              | Votants        | 1 683        | 80,87        | 1 713         | 84,16         |
| Blancs et nuls | Blancs et nuls       | Blancs et nuls | 1            | 0,01         | 3             | 0,18          |
| Exprimés       | Exprimés             | Exprimés       | 1 682        | 99,99        | 1 710         | 99,82         |

*sortant

### Canton de Picquigny
| Candidats      | Candidats           | Étiquette      | Premier tour | Premier tour | Deuxième tour | Deuxième tour |
| Candidats      | Candidats           | Étiquette      | Voix         | %            | Voix          | %             |
| -------------- | ------------------- | -------------- | ------------ | ------------ | ------------- | ------------- |
|                | Paul-Émile Goudard* | PRRRS          | 1 399        | 35,84        | 2 553         | 86,28         |
|                | M. Duvauchelle      | PC-SFIC        | 1 357        | 34,76        | 137           | 4,63          |
|                | M. Kohler           | PSF            | 586          | 15,01        | 72            | 2,43          |
|                | M. Michelstein      | SFIO           | 562          | 14,36        | 13            | 0,44          |
|                | M. Portat           | DIV            |              |              | 184           | 6,22          |
|                |                     |                |              |              |               |               |
| Inscrits       | Inscrits            | Inscrits       | 4 509        | 100,00       | 4 535         | 100,00        |
| Abstentions    | Abstentions         | Abstentions    | 598          | 13,26        | 1 518         | 33,47         |
| Votants        | Votants             | Votants        | 3 911        | 86,74        | 3 017         | 66,53         |
| Blancs et nuls | Blancs et nuls      | Blancs et nuls | 7            | 0,18         | 58            | 1,92          |
| Exprimés       | Exprimés            | Exprimés       | 3 904        | 99,82        | 2 959         | 98,08         |

*sortant

### Canton de Poix-de-Picardie
|                | Henri Rameau*  | AD             | 1 010 | 66,49  |  |  |
|                | M. Becart      | SFIO           | 348   | 22,91  |  |  |
|                | M. Bulard      | PC-SFIC        | 161   | 10,60  |  |  |
|                |                |                |       |        |  |  |
| Inscrits       | Inscrits       | Inscrits       | 1 779 | 100,00 |  |  |
| Abstentions    | Abstentions    | Abstentions    | 258   | 14,50  |  |  |
| Votants        | Votants        | Votants        | 1 521 | 85,50  |  |  |
| Blancs et nuls | Blancs et nuls | Blancs et nuls | 2     | 0,13   |  |  |
| Exprimés       | Exprimés       | Exprimés       | 1 519 | 99,87  |  |  |

*sortant

### Canton de Villers-Bocage
| Candidats      | Candidats       | Étiquette      | Premier tour | Premier tour | Deuxième tour | Deuxième tour |
| Candidats      | Candidats       | Étiquette      | Voix         | %            | Voix          | %             |
| -------------- | --------------- | -------------- | ------------ | ------------ | ------------- | ------------- |
|                | M. Caron        | PAPF           | 783          | 46,41        | 863           | 49,48         |
|                | Richard Vilbert | USR            | 493          | 29,22        | 881           | 50,52         |
|                | Léon Dupontreué | PC-SFIC        | 263          | 15,59        |               |               |
|                | M. Louette      | SFIO           | 148          | 8,77         |               |               |
|                |                 |                |              |              |               |               |
| Inscrits       | Inscrits        | Inscrits       | 2 028        | 100,00       | 2 040         | 100,00        |
| Abstentions    | Abstentions     | Abstentions    | 337          | 16,62        | 293           | 14,36         |
| Votants        | Votants         | Votants        | 1 691        | 83,38        | 1 747         | 85,64         |
| Blancs et nuls | Blancs et nuls  | Blancs et nuls | 4            | 0,24         | 3             | 0,17          |
| Exprimés       | Exprimés        | Exprimés       | 1 687        | 99,76        | 1 744         | 99,83         |

*sortant

## Arrondissement d'Abbeville
| 2 | Abbeville-Nord         | Eugène Leroy*    | PRRRS | Lucien Bourgois | SFIO  |  |  |
| 2 | Ailly-le-Haut-Clocher  | Albert Bilhaut*  | AD    | Odulphe Debray  | PRRRS |  |  |
| 2 | Gamaches               | Bertrand Martin* | PRRRS | Léonce Croisier | PRRRS |  |  |
| 2 | Nouvion                | Henri Poupart    | FR    | Henri Poupart   | FR    |  |  |
| 2 | Saint-Valery-sur-Somme | Blimont Boutté   | PRRRS | Blimont Boutté  | PRRRS |  |  |
|   |                        |                  |       |                 |       |  |  |
| 1 | Abbeville-Sud          | André Lerebours  | PRRRS | André Lerebours | PRRRS |  |  |
| 1 | Ault                   | Paul Dufrien     | AD    | Paul Dufrien    | AD    |  |  |
| 1 | Crécy-en-Ponthieu      | Victor Brutel    | AD    | Victor Brutel   | AD    |  |  |
| 1 | Hallencourt            | Albert Lefebvre  | PRRRS | Albert Lefebvre | PRRRS |  |  |
| 1 | Moyenneville           | Georges Cossart  | SFIO  | Georges Cossart | SFIO  |  |  |
| 1 | Rue                    | Eugène Dheilly   | AD    | Eugène Dheilly  | AD    |  |  |

*Conseillers d'arrondissement sortants ne se représentant pas

### Canton d'Abbeville-Nord
| Candidats      | Candidats       | Étiquette      | Premier tour | Premier tour | Deuxième tour | Deuxième tour |
| Candidats      | Candidats       | Étiquette      | Voix         | %            | Voix          | %             |
| -------------- | --------------- | -------------- | ------------ | ------------ | ------------- | ------------- |
|                | Maurice Roger   | FR             | 1 007        | 35,36        | 1 342         | 46,99         |
|                | Lucien Bourgois | SFIO           | 837          | 29,39        | 1 514         | 53,01         |
|                | M. Fortin       | PRRRS          | 737          | 25,88        |               |               |
|                | Jules Cresson   | PC-SFIC        | 267          | 9,38         |               |               |
|                |                 |                |              |              |               |               |
| Inscrits       | Inscrits        | Inscrits       | 3 559        | 100,00       | 3 559         | 100,00        |
| Abstentions    | Abstentions     | Abstentions    | 707          | 19,87        | 696           | 19,56         |
| Votants        | Votants         | Votants        | 2 852        | 80,13        | 2 863         | 80,44         |
| Blancs et nuls | Blancs et nuls  | Blancs et nuls | 4            | 0,14         | 7             | 0,24          |
| Exprimés       | Exprimés        | Exprimés       | 2 848        | 99,86        | 2 856         | 99,76         |

*sortant

### Canton d'Ailly-le-Haut-Clocher
| Candidats      | Candidats       | Étiquette      | Premier tour | Premier tour | Deuxième tour | Deuxième tour |
| Candidats      | Candidats       | Étiquette      | Voix         | %            | Voix          | %             |
| -------------- | --------------- | -------------- | ------------ | ------------ | ------------- | ------------- |
|                | M. Macqueron    | FR             | 648          | 32,29        | 734           | 36,79         |
|                | Odulphe Debray  | PRRRS          | 610          | 30,39        | 1 261         | 63,21         |
|                | Henri Michel    | SFIO           | 516          | 25,71        |               |               |
|                | Camille Tellier | PC-SFIC        | 233          | 11,61        |               |               |
|                |                 |                |              |              |               |               |
| Inscrits       | Inscrits        | Inscrits       | 2 309        | 100,00       | 2 309         | 100,00        |
| Abstentions    | Abstentions     | Abstentions    | 300          | 12,99        | 305           | 13,21         |
| Votants        | Votants         | Votants        | 2 009        | 87,01        | 2 004         | 86,79         |
| Blancs et nuls | Blancs et nuls  | Blancs et nuls | 2            | 0,10         | 9             | 0,45          |
| Exprimés       | Exprimés        | Exprimés       | 2 007        | 99,90        | 1 995         | 99,55         |

*sortant

### Canton de Gamaches
| Candidats      | Candidats       | Étiquette      | Premier tour | Premier tour | Deuxième tour | Deuxième tour |
| Candidats      | Candidats       | Étiquette      | Voix         | %            | Voix          | %             |
| -------------- | --------------- | -------------- | ------------ | ------------ | ------------- | ------------- |
|                | Pierre Delattre | PSF            | 1 005        | 35,66        | 1 201         | 42,14         |
|                | Léonce Croisier | PRRRS          | 749          | 26,58        | 1 649         | 57,86         |
|                | Robert Lelong   | SFIO           | 644          | 22,85        |               |               |
|                | Georges Boubert | PC-SFIC        | 420          | 14,90        |               |               |
|                |                 |                |              |              |               |               |
| Inscrits       | Inscrits        | Inscrits       | 3 326        | 100,00       | 3 325         | 100,00        |
| Abstentions    | Abstentions     | Abstentions    | 504          | 15,15        | 453           | 13,62         |
| Votants        | Votants         | Votants        | 2 822        | 84,85        | 2 872         | 86,38         |
| Blancs et nuls | Blancs et nuls  | Blancs et nuls | 4            | 0,14         | 22            | 0,77          |
| Exprimés       | Exprimés        | Exprimés       | 2 818        | 99,86        | 2 850         | 99,23         |

*sortant

### Canton de Nouvion
| Candidats | Candidats        | Étiquette | Premier tour | Premier tour | Deuxième tour | Deuxième tour |
| Candidats | Candidats        | Étiquette | Voix         | %            | Voix          | %             |
| --------- | ---------------- | --------- | ------------ | ------------ | ------------- | ------------- |
|           | Henri Poupart*   | FR        | 1 000        | 40,90        | 1 065         | 50,84         |
|           | Edgar Tondellier | SFIO      | 954          | 39,02        | 1 030         | 49,16         |
|           | M. Piochel       | PC-SFIC   | 491          | 20,08        |               |               |
|           |                  |           |              |              |               |               |
| Exprimés  | Exprimés         | Exprimés  | 2 445        |              | 2 095         |               |

*sortant

### Canton de Saint-Valery-sur-Somme
| Candidats      | Candidats         | Étiquette      | Premier tour | Premier tour | Deuxième tour | Deuxième tour |
| Candidats      | Candidats         | Étiquette      | Voix         | %            | Voix          | %             |
| -------------- | ----------------- | -------------- | ------------ | ------------ | ------------- | ------------- |
|                | Blimont Boutté*   | PRRRS          | 1 264        | 41,15        | 2 234         | 93,94         |
|                | Germain Boucher   | FR             | 852          | 27,73        | 144           | 6,05          |
|                | Joseph Wittig     | SFIO           | 562          | 18,29        |               |               |
|                | Georges Prevoteau | PC-SFIC        | 394          | 12,83        |               |               |
|                |                   |                |              |              |               |               |
| Inscrits       | Inscrits          | Inscrits       | 3 878        | 100,00       | 3 878         | 100,00        |
| Abstentions    | Abstentions       | Abstentions    | 803          | 20,71        | 1 427         | 36,80         |
| Votants        | Votants           | Votants        | 3 075        | 79,29        | 2 451         | 63,20         |
| Blancs et nuls | Blancs et nuls    | Blancs et nuls | 3            | 0,10         | 73            | 2,98          |
| Exprimés       | Exprimés          | Exprimés       | 3 072        | 99,90        | 2 378         | 97,02         |

*sortant

## Arrondissement de Montdidier
| 2 | Ailly-sur-Noye       | Arthémie Rouen          | RI    | Arthémie Rouen          | RI    |  |  |
| 2 | Rosières-en-Santerre | Gustave Devillers       | PRRRS | Gustave Devillers       | PRRRS |  |  |
| 2 | Rosières-en-Santerre | Victor Modeste          | PRRRS | Victor Modeste          | PRRRS |  |  |
| 2 | Roye                 | Georges Desjardins*     | AD    | Paul Mercusot           | PRRRS |  |  |
| 2 | Roye                 | Sainte-Marie Carpentier | PRRRS | Sainte-Marie Carpentier | PRRRS |  |  |
|   |                      |                         |       |                         |       |  |  |
| 1 | Montdidier           | Charles Doublet         | AD    | Charles Doublet         | AD    |  |  |
| 1 | Montdidier           | Pierre Cottrelle        | RI    | Pierre Cottrelle        | RI    |  |  |
| 1 | Moreuil              | Arthur Desachy          | AD    | Arthur Desachy          | AD    |  |  |
| 1 | Moreuil              | Jean Luez               | FR    | Jean Luez               | FR    |  |  |

*Conseillers d'arrondissement sortants ne se représentant pas

### Canton d'Ailly-sur-Noye
|                | Arthémie Rouen*  | RI             | 947   | 60,98  |  |  |
|                | Arthur Cathelain | SFIO           | 466   | 30,01  |  |  |
|                | M. Flandre       | PC-SFIC        | 140   | 9,01   |  |  |
|                |                  |                |       |        |  |  |
| Inscrits       | Inscrits         | Inscrits       | 1 913 | 100,00 |  |  |
| Abstentions    | Abstentions      | Abstentions    | 359   | 18,77  |  |  |
| Votants        | Votants          | Votants        | 1 554 | 81,23  |  |  |
| Blancs et nuls | Blancs et nuls   | Blancs et nuls | 1     | 0,06   |  |  |
| Exprimés       | Exprimés         | Exprimés       | 1 553 | 99,94  |  |  |

*sortant

### Canton de Rosières-en-Santerre
|             | Victor Modeste*    | PRRRS       | 1 078 | 55,31  |  |  |
|             | Gustave Devillers* | PRRRS       | 1 068 | 54,80  |  |  |
|             | Odon Dumont        | SFIO        | 587   | 30,12  |  |  |
|             | M. Debliquy        | SFIO        | 578   | 29,66  |  |  |
|             | M. Lemaire         | PC-SFIC     | 256   | 13,13  |  |  |
|             | M. Boitard         | PC-SFIC     | 242   | 12,42  |  |  |
|             |                    |             |       |        |  |  |
| Inscrits    | Inscrits           | Inscrits    | 2 396 | 100,00 |  |  |
| Abstentions | Abstentions        | Abstentions | 447   | 18,66  |  |  |
| Votants     | Votants            | Votants     | 1 949 | 81,34  |  |  |

*sortant

### Canton de Roye
| Candidats   | Candidats                | Étiquette   | Premier tour | Premier tour | Deuxième tour | Deuxième tour |
| Candidats   | Candidats                | Étiquette   | Voix         | %            | Voix          | %             |
| ----------- | ------------------------ | ----------- | ------------ | ------------ | ------------- | ------------- |
|             | Sainte-Marie Carpentier* | PRRRS       | 1 269        | 48,51        | 1 373         | 50,63         |
|             | Paul Mercusot            | PRRRS       | 1 206        | 46,10        | 1 338         | 49,34         |
|             | Raoul Daussin            | SFIO        | 1 058        | 40,44        | 1 329         | 49,00         |
|             | M. Calvet                | SFIO        | 934          | 35,70        | 1 261         | 46,50         |
|             | M. Bodin                 | RI          | 179          | 6,84         |               |               |
|             | Eugène Godard            | PC-SFIC     | 153          | 5,85         |               |               |
|             | M. Blenard               | PC-SFIC     | 150          | 5,73         |               |               |
|             |                          |             |              |              |               |               |
| Inscrits    | Inscrits                 | Inscrits    | 3 250        | 100,00       | 3 250         | 100,00        |
| Abstentions | Abstentions              | Abstentions | 634          | 19,51        | 538           | 16,55         |
| Votants     | Votants                  | Votants     | 2 616        | 80,49        | 2 712         | 83,45         |

*sortant

## Arrondissement de Péronne
| 2 | Bray-sur-Somme | Gaston Grognet*      | AD    | Roger Objois         | PSF   |  |  |
| 2 | Combles        | Charles Guidet       | PRRRS | Charles Guidet       | PRRRS |  |  |
| 2 | Nesle          | Maurice Treville     | PRRRS | Pierre Doutrellot    | SFIO  |  |  |
| 2 | Roisel         | Maurice Hocquet      | FR    | Maurice Hocquet      | FR    |  |  |
|   |                |                      |       |                      |       |  |  |
| 1 | Albert         | Casimir Guillaucourt | PRRRS | Casimir Guillaucourt | PRRRS |  |  |
| 1 | Chaulnes       | Gaston Jules         | PRRRS | Gaston Jules         | PRRRS |  |  |
| 1 | Ham            | Roger Tattegrain     | AD    | Roger Tattegrain     | AD    |  |  |
| 1 | Péronne        | Georges Decaux       | RI    | Georges Decaux       | RI    |  |  |
| 1 | Péronne        | Auguste Gauchin      | FR    | Auguste Gauchin      | FR    |  |  |

*Conseillers d'arrondissement sortants ne se représentant pas

### Canton de Bray-sur-Somme
| Candidats   | Candidats     | Étiquette   | Premier tour | Premier tour | Deuxième tour | Deuxième tour |
| Candidats   | Candidats     | Étiquette   | Voix         | %            | Voix          | %             |
| ----------- | ------------- | ----------- | ------------ | ------------ | ------------- | ------------- |
|             | Roger Objois  | PSF         | 535          | 37,62        | 765           | 53,35         |
|             | Albert Dehan  | SFIO        | 392          | 27,57        | 669           | 46,65         |
|             | M. Rouzé      | PRRRS       | 296          | 20,82        |               |               |
|             | Ami Gallandat | PC-SFIC     | 199          | 13,99        |               |               |
|             |               |             |              |              |               |               |
| Inscrits    | Inscrits      | Inscrits    | 1 669        | 100,00       | 1 666         | 100,00        |
| Abstentions | Abstentions   | Abstentions | 247          | 14,80        | 230           | 13,81         |
| Votants     | Votants       | Votants     | 1 422        | 85,20        | 1 436         | 86,19         |
| Exprimés    | Exprimés      | Exprimés    | 1 422        | 100,00       | 1 434         | 99,86         |

*sortant

### Canton de Combles
|          | Charles Guidet* | PRRRS    | 1 256 | 100,00 |  |  |
|          |                 |          |       |        |  |  |
| Exprimés | Exprimés        | Exprimés | 1 256 |        |  |  |

*sortant

### Canton de Nesle
| Candidats   | Candidats         | Étiquette   | Premier tour | Premier tour | Deuxième tour | Deuxième tour |
| Candidats   | Candidats         | Étiquette   | Voix         | %            | Voix          | %             |
| ----------- | ----------------- | ----------- | ------------ | ------------ | ------------- | ------------- |
|             | Maurice Treville* | PRRRS       | 908          | 48,90        | 960           | 49,72         |
|             | Pierre Doutrellot | SFIO        | 875          | 47,12        | 971           | 50,28         |
|             | M. Lefauveau      | PC-SFIC     | 74           | 3,98         |               |               |
|             |                   |             |              |              |               |               |
| Inscrits    | Inscrits          | Inscrits    | 2 197        | 100,00       | 2 189         | 100,00        |
| Abstentions | Abstentions       | Abstentions | 340          | 15,48        | 247           | 11,28         |
| Votants     | Votants           | Votants     | 1 857        | 84,52        | 1 942         | 88,72         |
| Exprimés    | Exprimés          | Exprimés    | 1 857        | 100,00       | 1 931         | 99,43         |

*sortant

### Canton de Roisel
|                | Maurice Hocquet* | FR             | 1 272 | 52,24  |  |  |
|                | René Tardieu     | SFIO           | 1 096 | 45,01  |  |  |
|                | Alcide Dournel   | PC-SFIC        | 67    | 2,75   |  |  |
|                |                  |                |       |        |  |  |
| Inscrits       | Inscrits         | Inscrits       | 2 882 | 100,00 |  |  |
| Abstentions    | Abstentions      | Abstentions    | 420   | 14,57  |  |  |
| Votants        | Votants          | Votants        | 2 462 | 85,43  |  |  |
| Blancs et nuls | Blancs et nuls   | Blancs et nuls | 27    | 1,10   |  |  |
| Exprimés       | Exprimés         | Exprimés       | 2 435 | 98,90  |  |  |

*sortant